# Reorganisationsverfahren
Das österreichische Reorganisationsverfahren ist eine gesetzlich geregelte, vorbeugende Maßnahme zur nachhaltigen Sanierung eines Unternehmens, um eine Insolvenz zu vermeiden.

## Reorganisation
Mit Reorganisation wird im Allgemeinen die Veränderung der Unternehmensorganisation, speziell der Aufbauorganisation bezeichnet. Beim Business Process Reengineering liegt der Schwerpunkt dagegen auf der Neugestaltung der Ablauforganisation. Da Aufbau- und Ablauforganisation eng miteinander verknüpft sind, ist diese Unterscheidung nicht streng möglich.
Typische Anlässe für eine Reorganisation sind Fusionen, Unternehmensaufkäufe oder Sanierungen.

## Gesetzlicher Rahmen
Mit dem Unternehmensreorganisationsgesetz von 1997 wurde in Österreich die Möglichkeit geschaffen, Unternehmen bereits vor Eintritt der materiellen Insolvenz (Zahlungsunfähigkeit; Überschuldung) zu reorganisieren.
Das Verfahren kann von Unternehmen beantragt werden, die noch nicht insolvent sind. Die Reorganisation wird nach betriebswirtschaftlichen Grundsätzen durchgeführt, um Vermögens-, Finanz- und Ertragslage eines im Bestand gefährdeten Unternehmens zu verbessern und damit die nachhaltige Weiterführung des Unternehmens zu ermöglichen.
Das Verfahren konnte sich wegen seiner strukturellen Mängel in der Praxis nicht durchsetzen, so dass das Unternehmensreorganisationsgesetz „totes Recht“ geblieben ist.

## Verfahren
Ein Betrieb, der sich einer Reorganisation unterziehen möchte, muss bei dem örtlich zuständigen Landesgericht einen Antrag auf Reorganisation stellen. Dieses zuständige Gericht muss dann das Verfahren einleiten. Es bestellt ebenfalls einen unabhängigen Prüfer, welcher auf Wunsch von dem Betrieb auch frei gewählt werden kann. Wenn Antrag und Prüfer zusammenkommen, wird ein Plan über eventuelle Einsparungen konzipiert, dieser muss von allen Beteiligten zur Kenntnis genommen werden.
Generell wird ein Zeitraum von zwei Jahren für eine Gutachten angesetzt. Dieses Gutachten kann nach Ablauf der Zeit aufgefrischt werden. Bei einem positiv Gutachten hat das Gericht dafür Sorge zu tragen, dass das Verfahren eingestellt wird.
Dieses Verfahren beginnt und endet ohne öffentliche Bekanntmachung.